# 19 de julio
El 19 de julio es el 200.º (ducentésimo) día del año en el calendario gregoriano, y el 201.º en los años bisiestos. Quedan 165 días para finalizar el año.

## Acontecimientos
- 64: en la ciudad de Roma comienza el «gran incendio», señalado en la historiografía cristiana como la raíz de la primera persecución a los cristianos.
- 711: en la batalla de Guadalete, Táriq ibn Ziyad vence al rey Rodrigo (cabeza de los visigodos), victoria que supuso la casi total conquista musulmana de la península ibérica.
- 1068: en España, Sancho II de Castilla vence a su hermano Alfonso VI de León.
- 1195: junto al Castillo de Alarcos (en Ciudad Real, España) los ejércitos cristianos al mando de Alfonso VIII de Castilla se enfrentan a los del califa almohade Yúsuf al-Mansur, sufriendo una derrota absoluta que frenaría los avances de la Reconquista hasta el siglo siguiente.
- 1333: en Escocia se libra la batalla de Halidon Hill, durante la última de las guerras de la independencia escocesa.
- 1533: en Santo Domingo, (Virreinato Colombino, actual República Dominicana), tiene lugar la disección de las hermanas siamesas Joana y Melchiora Ballestero, con la finalidad de estudiar si los siameses tienen almas independientes o comparten un único alma.
- 1544: en Francia, comienza el sitio a Boulogne-sur-Mer, durante la invasión del rey inglés Enrique VIII, en el marco de la guerra italiana de 1542.
- 1545: frente al puerto de Portsmouth (Inglaterra) se hunde el barco de guerra Mary Rose ―del periodo Tudor―. En 1982 será reflotado en el proyecto más complejo en la Historia de la arqueología marítima.
- 1553: Juana de Inglaterra, «la reina de los nueve días», es encarcelada; sería sustituida por María I.
- 1747: en Italia se libra la batalla de Assietta, en el Valle de Susa, las exiguas tropas piamontesas vencen al ejército francés de Luis XV.
- 1808: en España se libra la batalla de Bailén.
- 1821: en Londres (Inglaterra), Jorge IV del Reino Unido es coronado rey.
- 1824: en México es fusilado el exemperador Agustín de Iturbide (que había abdicado el año anterior); había regresado a su país con la intención de sumarse al ejército para repeler una invasión europea.
- 1843: en Inglaterra, el ingeniero británico Isambard Kingdom Brunel (1806-1859) bota el buque SS Great Britain, el primer barco de pasajeros propulsado con una hélice, el primer transatlántico con casco de hierro y el barco más grande del mundo en su momento.
- 1845: en Nueva York (Estados Unidos), un incendio destruye más de 300 edificios y provoca un mínimo de 30 muertos.
- 1848: en Seneca Falls (cerca de la ciudad de Nueva York) se lleva a cabo la primera Convención para los Derechos de la Mujer, organizado por Elizabeth Cady Stanton y Lucretia Mott.
- 1849: en España se promulga la ley que obliga al uso del sistema métrico decimal en todas las transacciones comerciales.[1]
- 1863: en el estado de Ohio (Estados Unidos), en el marco de la guerra de Secesión, la campaña hacia el norte del general confederado John Hunt Morgan es obstaculizada en Buffington Island cuando la mayor parte de sus hombres son capturados mientras tratan de escapar a través del río Ohio.
- 1870: Francia declara la guerra a Prusia. Inicio de la guerra franco-prusiana (1870-1871).
- 1873: en Australia, William Gosse es el primer europeo que ve Ayers Rock; las renombra en honor al premier de Australia del Sur, sir Henry Ayers.
- 1875: en Milán (Italia) se estrena la ópera La falce de Alfredo Catalani.
- 1900: en España, se estrena con gran éxito la zarzuela de los Hermanos Álvarez Quintero El estreno, con música de Ruperto Chapí.
- 1900: en Francia, se inaugura la primera línea del metropolitano de París.
- 1902: en Suiza concluye el Consejo Federal, con la firma de la Constitución.
- 1903: en Francia, concluye en el Parc des Princes (París) el primer Tour de Francia con la victoria del ciclista Maurice Garin.
- 1909: en el Canal de la Mancha, entre (Francia y Reino Unido), el piloto Hubert Latham fracasa en el primer intento de cruzar en aeroplano.
- 1912: en Holbrook (Condado de Navajo, Arizona), un meteorito con una masa estimada en 190 kg explota sobre el pueblo causando una lluvia de aproximadamente 16 000 piezas sobre el pueblo.[2]
- 1916: 229 km al norte de París, y 14 km al sur de la frontera con Bélgica, los nazis alemanes estacionados cerca de Fromelles (Francia) vencen la ofensiva angloaustraliana. En la historia de Australia, la batalla está registrada como las 24 horas más sangrientas del país. Más de 5500 australianos murieron entre el 19 y el 20 de julio.
- 1918: Honduras declara la guerra a Alemania, como aliado testimonial en las postrimerías de la I Guerra Mundial. Tres días antes lo había hecho Haití.
- 1919: en la aldea de La Cruz (en el noroeste de Costa Rica), guerrilleros luchan contra los «tinoquistas» (seguidores del dictador Pelico Tinoco). Estos ajustician al colaborador de la dictadura salvadoreño Marcelino García Flamenco (30). Tinoco será derrocado un mes después, el 20 de agosto.
- 1920: en Petrogrado (Unión Soviética), a iniciativa de Lenin, se inaugura el Segundo Congreso de la Internacional Comunista (fundada en 1919 con el nombre de Komintern).
- 1923: en Colombia, mediante la Ley 42 se crea la Contraloría General de la República, máximo órgano de control fiscal del Estado colombiano.
- 1924: en la colonia aborigen Napalpí, a 120 km de la ciudad de Resistencia (capital de la provincia de Chaco, Argentina) un grupo de criminales entre estancieros y 130 policías asesinan a varios cientos de personas, en su mayoría aborígenes tobas y mocovíes (Masacre de Napalpí).[3]
- 1926: en Saguenay (Canadá) abre la aluminería más grande del mundo, de Alcoa Power Co.
- 1936: en España, los sindicatos se levantan contra el golpe militar, comienza la guerra civil española.
- 1936: en España, Francisco Franco llega a Tetuán y se pone al frente del Ejército español del Marruecos. En Madrid se forma el decimonoveno gobierno republicano, presidido por José Giral, que decide armar al pueblo y en Barcelona fracasa el alzamiento ante la reacción de las fuerzas de orden público apoyadas temporalmente por la CNT-FAI.
- 1940: en el mar Egeo, en la batalla del Cabo Spada ―en el marco de la Segunda Guerra Mundial―, el crucero australiano Sídney hunde al crucero liviano italiano Bartolomei Colleoni, dejando 121 muertos.
- 1940: en la Ópera Kroll de Berlín (Alemania nazi) ―en el marco de la Segunda Guerra Mundial―,  Adolf Hitler promocionó a doce generales al rango de Generalfeldmarschall (mariscal de campo). Fue la primera ocasión en la Segunda Guerra Mundial en la que Hitler nombró mariscales de campo debido a sus logros militares y la única en que lo hizo en una ceremonia formal.
- 1947: en Birmania, el nacionalista Aung San y seis de los miembros de su gabinete son asesinados.
- 1949: Laos obtiene la independencia dentro de la Unión Francesa.
- 1951: en España, se constituye el sexto gobierno de Franco con dos novedades principales: la creación del nuevo Ministerio de Información y Turismo y el desdoblamiento de Comercio e Industria.
- 1954: en los Estados Unidos, Elvis Presley consigue un extraordinario éxito de ventas con la canción That’s all right, mama.
- 1955: en Lima (Perú) la Escuela de Ingenieros, fundada el 18 de marzo de 1876 se convierte en la actual Universidad Nacional de Ingeniería.
- 1957: sobre el Sitio de pruebas de Nevada, la Fuerza Aérea de Estados Unidos dispara el primer misil nuclear aire-aire, que detona a 6000 m de altura.[4]
- 1961: la recientemente creada República de Túnez impone un bloqueo a la naval base francesa de Bizerta, para recuperar su soberanía. Sin embargo, cuatro días más tarde los franceses capturan toda la ciudad de Bizerta.
- 1961: En Argentina, en la localidad de Pardo, cerca del límite entre los partidos bonaerenses de Azul y Las Flores se precipita a tierra el vuelo AR644 de Aerolíneas Argentinas prestado por un DC-6, vuelo iniciado en el aeropuerto de Ezeiza y con destino a la ciudad de Comodoro Rivadavia, falleciendo las 67 personas que se encontraban a bordo entre pasajeros y tripulación.
- 1963: en los Estados Unidos, Joseph Albert Walker vuela un avión North American X-15 a una altitud récord de 106 km. Según la convención internacional, esta altura lo califica como vuelo espacial.
- 1963: en España, el boxeador español Mimoun Ben Alí se proclama campeón de Europa en la categoría del peso gallo.
- 1964: en Saigón (Vietnam), Nguyễn Khánh (primer ministro de Vietnam del Sur) llama a expandir la guerra hacia Vietnam del Norte.
- 1967: en la localidad estadounidense de Hendersonville (Carolina del Norte), una avioneta Cessna 310 choca en el aire contra un avión Boeing 727 de la empresa Piedmont Airlines (1948-1989). Mueren 82 personas, incluyendo a John McNaughton (asesor del secretario de Defensa, Robert McNamara).
- 1969: la nave espacial estadounidense Apolo XI, con los astronautas Buzz Aldrin, Neil Armstrong y Michael Collins a bordo, se pone en órbita alrededor de la Luna. Alunizará al día siguiente, 20 de julio.
- 1971: en Nueva York, la Torre Sur de las Torres Gemelas alcanza los 415 m, convirtiéndose en el segundo edificio más alto del mundo.
- 1972: en El Salvador, el presidente Arturo Armando Molina ordena una intervención militar contra la Universidad de El Salvador para mantenerla cerrada por un año.
- 1974: en España, el dictador Francisco Franco es hospitalizado, y delega provisionalmente los poderes en el príncipe Juan Carlos.[5]
- 1976: en Nepal se crea el Parque nacional de Sagarmatha (donde se encuentra el monte Everest).
- 1978: en España entra en vigor la ley que despenaliza el adulterio.
- 1978: en Alemania, la empresa Volkswagen construye el último escarabajo producido en ese país, con los que el número de vehículos de ese modelo producidos en Alemania ascendieron hasta los 15.8 millones.
- 1980: en la Unión Soviética, 58 países boicotean los Juegos Olímpicos de Moscú por la invasión soviética de Afganistán.
- 1982: en la plaza de toros de Las Ventas, Madrid, se produce el indulto del toro Belador, de la ganadería de D. Victorino Martín, por el diestro José Ortega Cano. Es el único toro indultado hasta hoy en esa plaza de toros.
- 1985: en Italia, la rotura del dique de la presa Val di Stava, Trento, en el norte del país, causa más de 260 muertos y desaparecidos.
- 1985: en los Estados Unidos, el vicepresidente George H. W. Bush anuncia que la maestra Christa McAuliffe será la primera civil que viajará en el transbordador espacial Challenger.[6]
- 1987: en Portugal, el partido socialdemócrata de Aníbal Cavaco Silva vence en las elecciones legislativas.
- 1989: en las proximidades de la Estación de Atocha de Madrid (España), un comando de la banda terrorista ETA asesina a dos jefes del Cuerpo de Intendencia del Ejército de Tierra.
- 1989: en Polonia, el general Wojciech Jaruzelski, candidato único, se convierte en presidente.
- 1989: en Sioux City (Estados Unidos), se estrella el vuelo 232 de United Airlines. Mueren 112 de los 296 ocupantes.
- 1992: en Vietnam se celebran elecciones legislativas por primera vez en su historia.[7]
- 1992: en Palermo (Sicilia) un coche bomba mata al fiscal antimafia Paolo Borsellino, junto a 5 miembros de su escolta.
- 1993: en Tuy (Pontevedra) se inaugura un nuevo puente internacional sobre el río Miño, para reemplazar al Puente Internacional de Tuy, que une España y Portugal.
- 1994: en Panamá, atentado terrorista al Vuelo 901 de Alas Chiricanas donde fallecieron 21 personas.
- 1997: en Irlanda del Norte, el Ejército Republicano Irlandés decreta el alto al fuego incondicional para impulsar el proceso de paz.
- 2001: en Reino Unido, la justicia sentencia al político y novelista Jeffrey Archer cuatro años de prisión por perjurio y por pervertir el curso de la justicia.
- 2005: en Irán, el gobierno ejecuta a dos adolescentes de 16 y 18 años, por homosexualidad.[8]
- 2007: la sonda Cassini-Huygens de la NASA descubre una nueva luna en Saturno: el satélite número 60.[9]
- 2012: estalla el conflicto en el Kurdistán sirio.
- 2013: Se estrena en Estados Unidos la película El Conjuro dirigida por James Wan.
- 2016: en España, nombramiento de Ana Pastor Julián como presidenta del Congreso de los Diputados en la XII legislatura.
- 2021: en Perú, el Jurado Nacional de Elecciones, proclama como presidente electo al candidato Pedro Castillo, luego de declarar improcedentes las denuncias del fujimorismo por fraude electoral.
- 2024: se reportó una interrupción a nivel mundial en diversos sistemas informáticos con el sistema operativo Microsoft Windows, debido a una actualización defectuosa del software de seguridad CrowdStrike.[10]

## Nacimientos
- 1420: Guillermo VIII Paleólogo, aristócrata italiano (f. 1483).
- 1680: Filippo Raguzzini, arquitecto italiano (n. 1771).
- 1692: Federico Guillermo Kettler, aristócrata alemán (f. 1711).
- 1698: Johann Jakob Bodmer, profesor de política suizo (f. 1783).
- 1744: Heinrich Christian Boie, escritor alemán (f. 1806).
- 1759: Serafín de Sarov, monje y santo ruso (f. 1833).

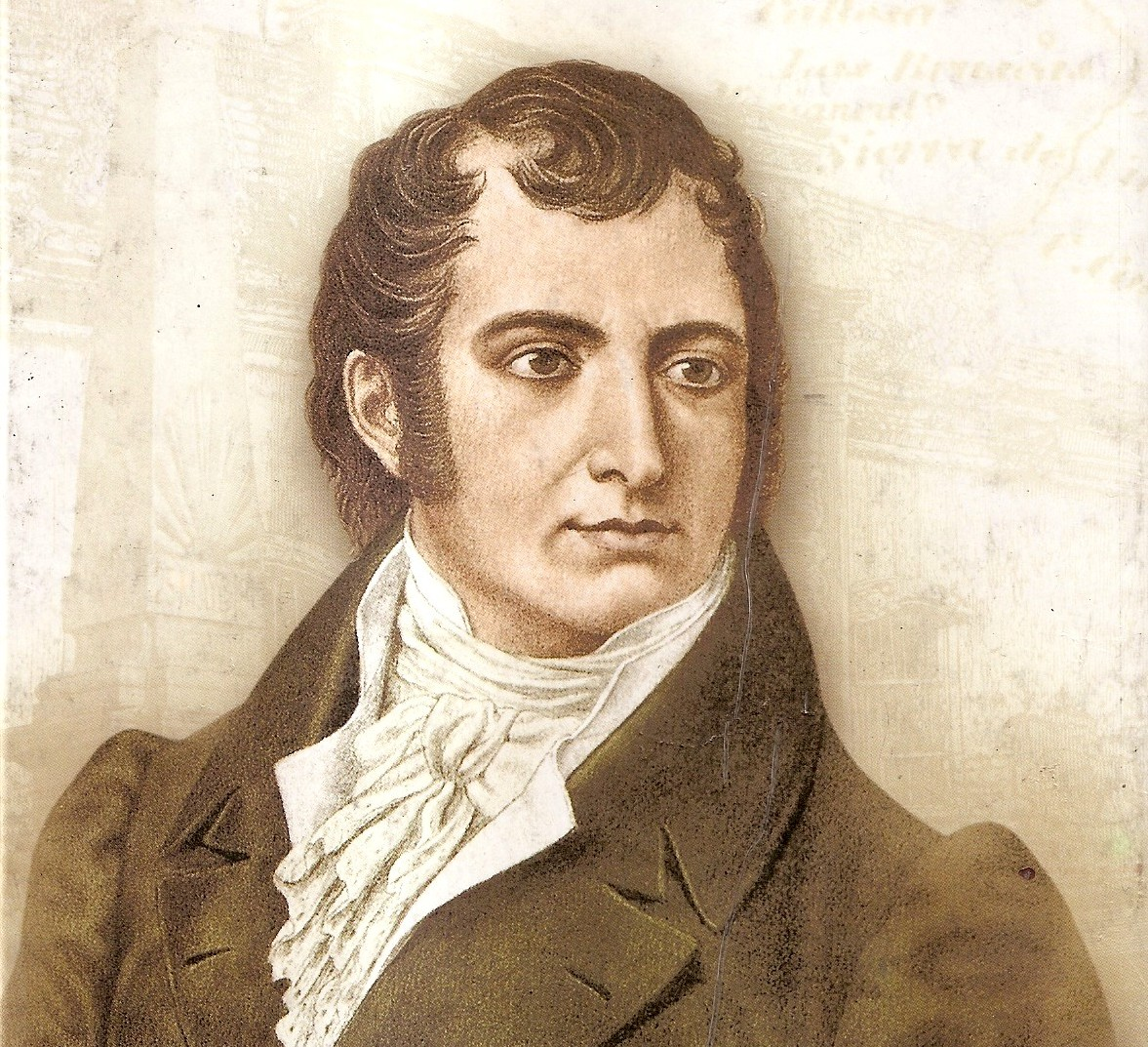
Juan José Castelli.

- 1764: Juan José Castelli, político argentino (f. 1812).
- 1789: John Martin, pintor británico (f. 1854).
- 1794: José Justo Corro, político mexicano (f. 1864).
- 1800: Juan José Flores, militar venezolano, primer presidente de Ecuador (f. 1864).
- 1803: Ramón de Mesonero Romanos, escritor español (f. 1882).
- 1814: Samuel Colt, fabricante de armas estadounidense (f. 1862).
- 1814: Mariano Téllez-Girón y Beaufort Spontin, militar español (f. 1882).
- 1819: Gottfried Keller, novelista y poeta suizo de lengua alemana (f. 1890).
- 1822: Augusta de Cambridge, aristócrata británica (f. 1916).
- 1823: George Henry Gordon, militar estadounidense (f. 1886).

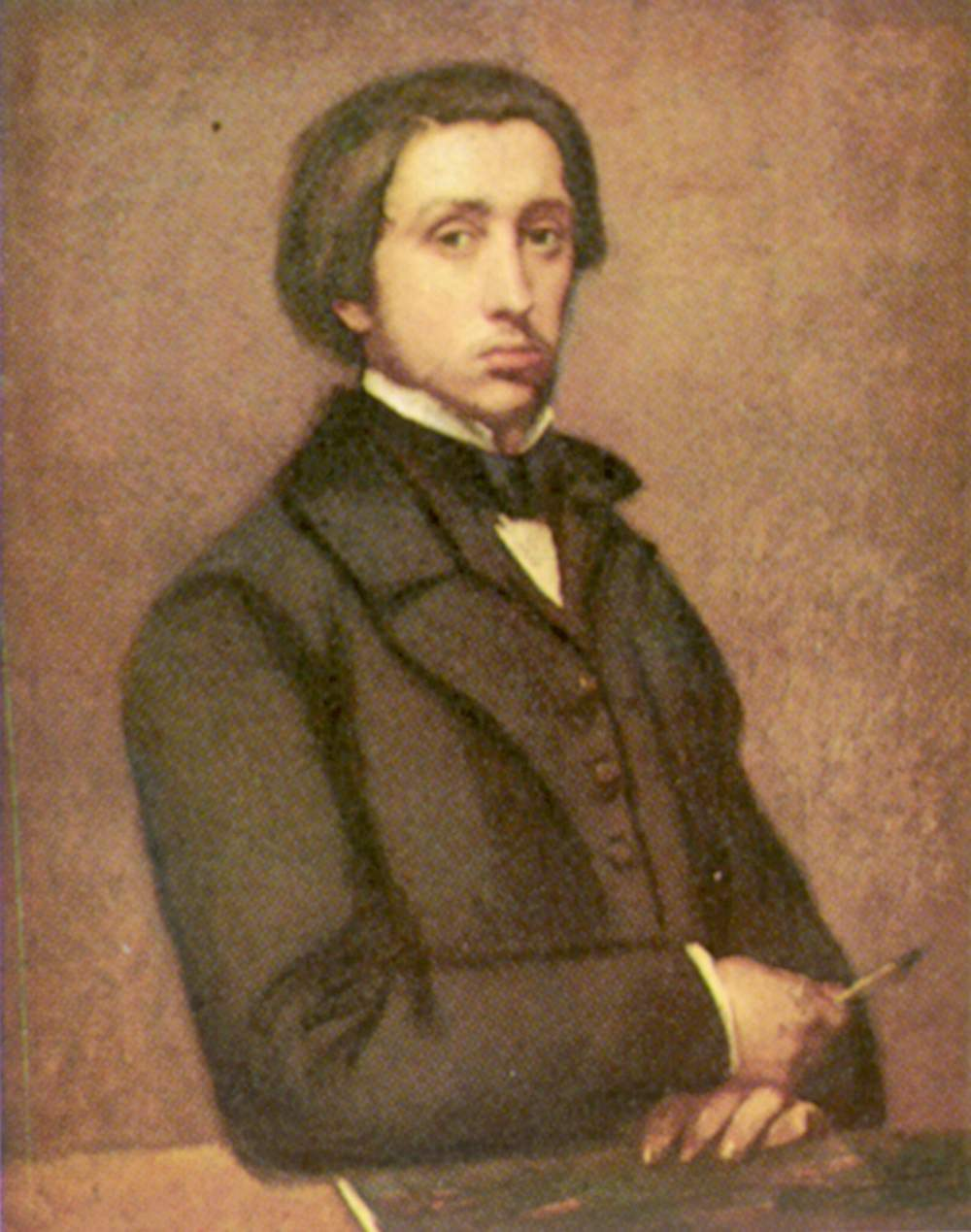
Edgar Degas.

- 1834: Edgar Degas, pintor impresionista francés (f. 1917).
- 1835: Justo Rufino Barrios Auyón, general y presidente guatemalteco entre 1873 y 1885 (f. 1895).
- 1840: José Manuel Balmaceda, presidente chileno (f. 1891).
- 1848: Justin Germain Casimir de Selves, político francés (f. 1934).
- 1849: François-Alphonse Aulard, historiador francés (f. 1928).
- 1849: Ferdinand Brunetière, escritor y crítico literario francés (f. 1906).
- 1860: Lizzie Borden, sospechosa de asesinato estadounidense, jamás condenada (f. 1927).
- 1865: Charles Horace Mayo, cirujano estadounidense (f. 1939).
- 1868: Florence Foster Jenkins, soprano estadounidense (f. 1945).
- 1871: Lars Jørgen Madsen, tirador danés (f. 1925).
- 1874: Jörg Lanz von Liebenfels, ideólogo racista austriaco (f. 1954).
- 1875: Alice Dunbar-Nelson, escritora y activista estadounidense (f. 1935).
- 1876: Joseph Fielding Smith, religioso estadounidense y presidente de los mormones (f. 1972).
- 1881: Friedrich Dessauer, físico y filósofo alemán (f. 1963).
- 1883: Max Fleischer, animador y productor de cine austriaco (f. 1972).
- 1885: Aristides de Sousa Mendes, diplomático portugués (f. 1955).
- 1890: Jorge II, rey de los helenos (f. 1947).
- 1893: Vladimir Maiakovski, poeta ruso (f. 1930).
- 1893: Josep de Togores, pintor español (f. 1970).
- 1894: Jawaya Nazimudín, político y primer ministro pakistaní (f. 1965).
- 1894: Aleksandr Jinchin: matemático y estadístico soviético (f. 1959)
- 1896: A. J. Cronin, escritor británico (f. 1981).
- 1896: Bob Meusel, beisbolista estadounidense (f. 1977).
- 1896: Juano Hernández, actor puertorriqueño (f. 1970).

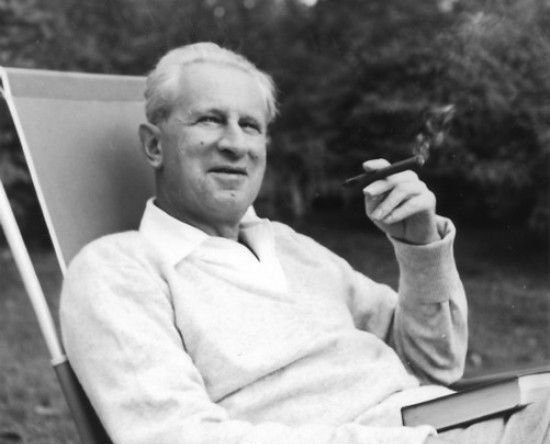
Herbert Marcuse.

- 1898: Herbert Marcuse, filósofo y sociólogo comunista de origen alemán (f. 1979).
- 1898: Joaquín Peinado, pintor cubista español (f. 1975).
- 1899: Roberto Wachholtz, político chileno (f. 1980).
- 1900: Arno Breker, escultor y arquitecto alemán (f. 1991).
- 1900: Nathalie Sarraute, novelista francesa (f. 1999).
- 1902: Chet Miller, piloto estadounidense de automovilismo (f. 1953).
- 1903: Robert Dalban, actor francés (f. 1987).
- 1905: Edgar Snow, escritor y periodista estadounidense, autor de Red Star Over China (f. 1972)
- 1907: Isabel Jewell, actriz y cantante estadounidense (f. 1972).
- 1907: Georges de Mestral, ingeniero e inventor suizo (f. 1990).
- 1908: Oswaldo Hercelles García, médico peruano (f. 1969).
- 1910: Francisco Coloane, cuentista y novelista chileno (f. 2002).
- 1916: Ildefonso Aroztegui, arquitecto uruguayo (f. 1988).
- 1919: Patricia Medina, actriz estadounidense (f. 2012).
- 1920: Aldo Protti, barítono italiano (f. 1995).
- 1921: Harold Camping, evangelista estadounidense (f. 2013).
- 1921: Rosalyn Sussman Yalow, investigadora estadounidense, premio nobel de medicina en 1977 (f. 2011).
- 1922: George McGovern, político y diplomático estadounidense (f. 2012).
- 1923: Joseph Hansen, escritor estadounidense (f. 2004).
- 1923: Alex Hannum, baloncestista estadounidense (f. 2002).
- 1924: Pat Hingle, actor estadounidense (f. 2009).
- 1924: Arthur Rankin Jr., cineasta estadounidense (f. 2014).
- 1924: Guillermo Vázquez Franco, historiador uruguayo (f. 2009).
- 1930: Julio Sánchez Vanegas,  empresario, actor, productor, locutor y presentador de radio, televisión y cine colombiano.
- 1933: Pedro Rodríguez García, teólogo español.
- 1934: Francisco Sá Carneiro, primer ministro portugués (f. 1980).
- 1935: Gerd Albrecht, director de orquesta alemán (f. 2014)
- 1937: Delfina Guido, actriz colomboargentina (f. 2002).
- 1937: Richard Jordan, actor estadounidense (f. 1993).
- 1938: Jayant Narlikar, astrofísico indio.

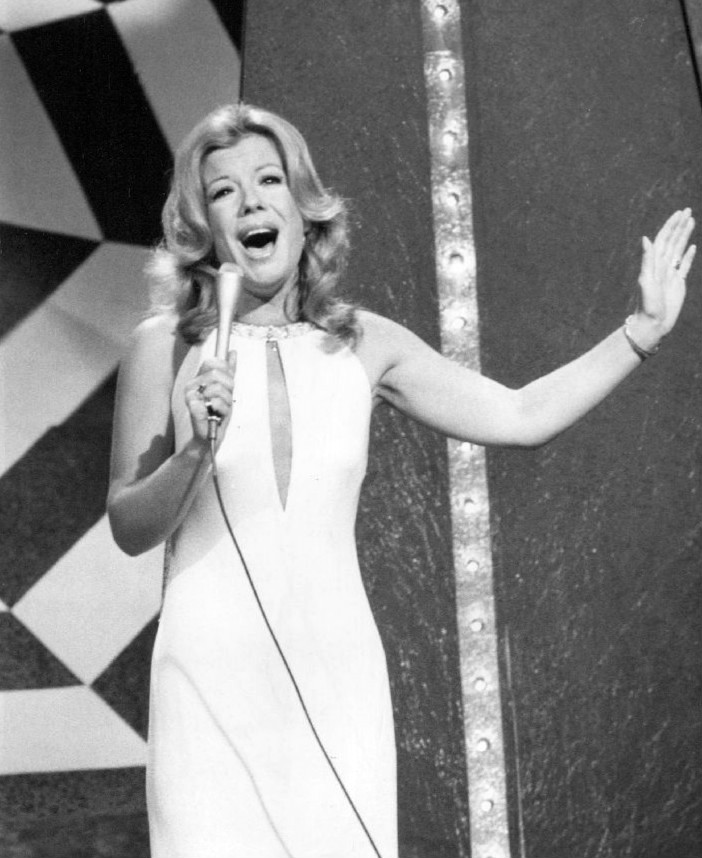
Vikki Carr

- 1941: Vikki Carr, música y cantante estadounidense.
- 1941: Václav Klaus, político y primer ministro checo.
- 1941: Neelie Kroes, política neerlandesa.
- 1943: Thomas Sargent, economista estadounidense.
- 1944: Tim McIntire, actor y cantante estadounidense (f. 1986).
- 1945: Paule Baillargeon, actriz y director canadiense.
- 1945: George Dzundza, actor estadounidense de origen alemán.
- 1945: Richard Henderson, biólogo escocés.
- 1946: Ilie Nastase, tenista rumano.
- 1947: Bernie Leadon, músico estadounidense, de la banda The Eagles.

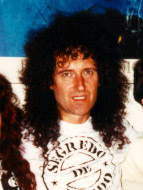
Brian May.

- 1947: Brian May, guitarrista británico, de la banda Queen.
- 1947: Humberto Elizondo, actor mexicano
- 1949: Kgalema Motlanthe, político sudafricano, presidente de Sudáfrica entre 2008 y 2009.
- 1949: Ivar Kants, actor australiano.
- 1951: Abel Ferrara, cineasta estadounidense.
- 1952: Allen Collins, músico estadounidense, de la banda Lynyrd Skynyrd (f. 1990).
- 1953: René Orlando Houseman, futbolista argentino (f. 2018).
- 1953: Zitto Segovia, cantautor chamamecero argentino (f. 1989).
- 1954: Alvan Adams, baloncestista estadounidense.
- 1954: Mark O'Donnell, dramaturgo estadounidense (f. 2012).
- 1954: Steve O'Donnell, dramaturgo y productor estadounidense.
- 1954: Alfonso Perales, historiador y político español (f. 2006).
- 1955: Ali Laarayedh, político tunecino.
- 1955: Kiyoshi Kurosawa, cineasta japonés.
- 1955: Dalton McGuinty, político canadiense.
- 1955: Silvia Pérez, actriz argentina.
- 1956: K. A. Applegate, escritor estadounidense.
- 1958: Brad Drewett, tenista australiano (f. 2013).
- 1959: Juan José Campanella, cineasta argentino.
- 1960: Atom Egoyan, cineasta canadiense.
- 1961: Hideo Nakata, cineasta japonés.
- 1961: Campbell Scott, actor estadounidense.
- 1962: Aya Kitō, autora japonesa (f. 1988).
- 1962: Anthony Edwards, actor y director estadounidense.
- 1964: Tom Gabriel Fischer, músico suizo de las bandas Hellhammer y Celtic Frost.
- 1964: István Stefanov, futbolista húngaro (f. 2024).
- 1965: Evelyn Glennie, percusionista británica.
- 1965: Stuart Orlando Scott, presentador deportivo estadounidense (f. 2015).
- 1966: Nancy Carell, actriz estadounidense.
- 1966: Blue Demon, Jr., luchador profesional mexicano.
- 1968: Robb Flynn, músico estadounidense, de la banda Machine Head.
- 1969: Chris Kratt, biólogo y conductor de televisión estadounidense.
- 1968: Pavel Kuka, futbolista y entrenador checo.
- 1968: Adam Matysek, futbolista polaco.
- 1970: Nicola Sturgeon, política escocesa, Ministra Principal de Escocia.
- 1970: Christopher Luxon, político y empresario neozelandés, primer ministro de Nueva Zelanda.
- 1971: Russell Allen, vocalista estadounidense, de la banda Symphony X.
- 1971: Urs Bühler, tenor suizo del cuarteto Il Divo.
- 1971: Vitali Klitschko, boxeador ucraniano.
- 1972: Ebbe Sand, futbolista danés.
- 1973: Aílton Gonçalves da Silva, futbolista brasileño.
- 1973: Martin Powell, músico británico de la banda Cradle of Filth.
- 1974: Rey Bucanero, luchador mexicano.
- 1974: Malcolm O'Kelly, rugbista irlandés.
- 1974: Noel Schajris, cantante argentino.
- 1974: Vincent Spadea, tenista estadounidense
- 1975: Luca Castellazzi, futbolista italiano.
- 1975: Kamijo, cantante japonés.
- 1976: Eric Prydz, DJ y productor sueco.
- 1976: Benedict Cumberbatch, actor británico.
- 1976: Gonzalo de los Santos, futbolista uruguayo.
- 1976: Vinessa Shaw, actriz estadounidense.
- 1976: Oleksandr Radchenko, futbolista ucraniano (f. 2023).
- 1977: Tony Mamaluke, luchador estadounidense.
- 1978: Dolores Fonzi, actriz argentina.
- 1978: Jonathan Zebina, futbolista francés.
- 1979: Josué Anunciado de Oliveira, futbolista brasileño.
- 1979: Bruno Cabrerizo, futbolista brasileño.
- 1979: Luke Young, futbolista británico.
- 1979: Zvonimir Vukić, futbolista serbio.
- 1979: Pedro Vega, futbolista español.
- 1979: Laura de la Calle, actriz española.
- 1979: Henri Antchouet, futbolista gabonés.
- 1979: Roger Torrent, político español.
- 1979: Ellen Rocche, actriz y modelo brasileño.
- 1980: Xavier Malisse, tenista belga.
- 1980: Giorgio Mondini, piloto de carreras suizo.
- 1980: Mark Webber, actor estadounidense.
- 1980: Queco Piña, futbolista español.
- 1981: Nené, futbolista brasileño.
- 1981: Grégory Vignal, futbolista francés.

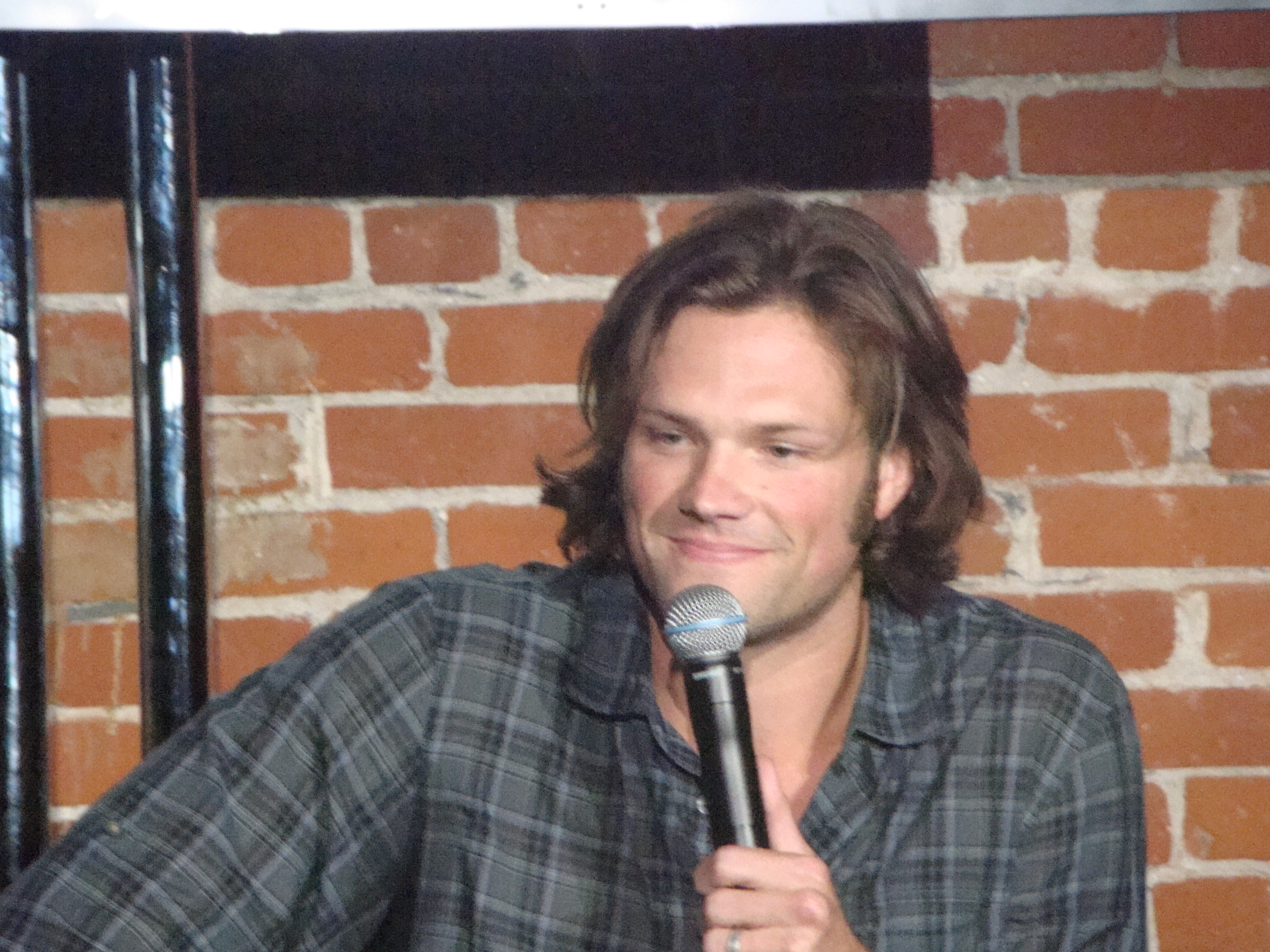
Jared Padalecki

- 1982: Jared Padalecki, actor estadounidense.
- 1982: Stuart Parnaby, futbolista británico.
- 1982: Jess Vanstrattan, futbolista australiano.
- 1983: Craig Vye, actor británico.
- 1983: Sabrina Garciarena, actriz y modelo argentina.
- 1984: Andrea Libman, actriz y cantante canadiense.
- 1984: Adam Morrison, baloncestista estadounidense.
- 1985: LaMarcus Aldridge, baloncestista estadounidense.
- 1985: Marina Kuzina, baloncestista rusa.
- 1986: Afërdita Dreshaj, cantante y modelo estadounidense.
- 1986: Leandro Greco, futbolista italiano.
- 1986: Khampheng Sayavutthi, futbolista laosiano.
- 1987: Luz del Sol Neisa, actriz colombiana.
- 1987: Jon Jones, luchador estadounidense.
- 1987: Takanori Chiaki, futbolista japonés.
- 1988: Shane Dawson, cómico y actor estadounidense.
- 1988: Joe Tracini, actor y cantante británico.
- 1988: Trent Williams, jugador estadounidense de fútbol americano.
- 1989: Luis Avilán, beisbolista venezolano.
- 1989: Norberto Murara, futbolista brasileño.
- 1990: Rosie Jones, modelo británica.
- 1990: Saúl Álvarez, boxeador mexicano.
- 1991: Jean Michaël Seri, futbolista marfileño.
- 1991: Jun Amano, futbolista japonés.
- 1991: Viljormur Davidsen, futbolista feroés.
- 1991: Nathalie Hagman, balonmanista sueca.
- 1994: Luan Peres, futbolista brasileño.
- 1994: Eugeni Valderrama, futbolista español.
- 1994: Derwin Martina, futbolista neerlandés-curazoleño.
- 1994: Hermine Drenth, remera neerlandesa.
- 1994: Cornelius Kersten, patinador de velocidad sobre hielo británico.
- 1994: Dimitrie Apai, futbolista surinamés.
- 1994: Mauricio Dubón, beisbolista hondureño.
- 1995: Romee Strijd, modelo neerlandesa.
- 1995: Manuel Akanji, futbolista suizo.
- 1995: Marko Rog, futbolista croata.
- 1995: Matt Miazga, futbolista estadounidense
- 1996: Jonathan Araujo, baloncestista dominicano.
- 1996: Giacomo Ferrari, regatista italiano.
- 1997: Amita Suman, actriz nepalí-británica.
- 1997: Shay Ben David, futbolista israelí.
- 1998: Luca Zanimacchia, futbolista italiano.
- 1998: Carla Díaz, actriz española.
- 1998: Diego Vicente, futbolista uruguayo.
- 1998: Ömer Yurtseven, baloncestista uzbeko.
- 1998: Asier Etxeberria, ciclista español.
- 1999: Mizuki Ando, futbolista japonés.
- 1999: Samuele Birindelli, futbolista italiano.
- 1999: David Mota Veiga Teixeira Carmo, futbolista portugués.
- 1999: Juan Manuel Cruz, futbolista argentino.
- 1999: Marijn van den Berg, ciclista neerlandés.
- 1999: Matis Louvel, ciclista francés.
- 1999: Rosalyn Sphinx, actriz pornográfica y modelo erótica estadounidense.
- 2000: David Čolina, futbolista croata.
- 2000: Tomás Gómez Colloca, baloncestista argentino.
- 2000: Etienne Green, futbolista inglés.
- 2000: Owen Joyner, actor estadounidense.
- 2000: Franco Fagúndez, futbolista uruguayo.
- 2000: Csaba Bőhm, pentatleta húngaro.
- 2003: Agustín Ubal, baloncestista uruguayo.

## Fallecimientos
- 514: Símaco, religioso y santo cristiano siciliano, 51.º papa entre 498 y 514 (n. 450).

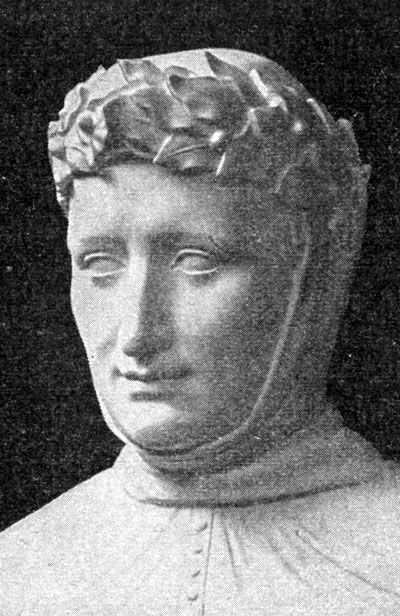
Francesco Petrarca.

- 1374: Francesco Petrarca, poeta italiano (n. 1304).
- 1415: Felipa de Lancaster, esposa de Juan I de Portugal, muerta por la plaga (n. 1359).
- 1543: María Bolena, aristócrata inglesa (n. 1499).
- 1631: Cesare Cremonini, filósofo italiano (n. 1550).
- 1687: Laura Martinozzi, mujer italiana, esposa de Alfonso IV de Este (n. 1637).
- 1702: Federico IV, aristócrata danés (n. 1671).
- 1782: Jean-Baptiste Forqueray, compositor francés (n. 1699).
- 1800: José de Rezabal y Ugarte, jurista y político español (n. 1747).
- 1810: Louise von Mecklenburg-Strelitz, reina prusiana (n. 1776).
- 1814: Matthew Flinders, marino y explorador británico (n. 1774).
- 1824: Agustín de Iturbide, emperador mexicano (n. 1783).
- 1837: Agustín de Eyzaguirre, comerciante, político y presidente chileno (n. 1768).
- 1838: Pierre Louis Dulong, físico y químico francés (n. 1785).
- 1850: Margaret Fuller, escritora estadounidense (n. 1810).
- 1855: Konstantin Batyushkov, poeta ruso (n. 1787).
- 1866: Elizardo Aquino, general paraguayo, héroe de la guerra de la Triple Alianza (n. 1825).
- 1868: Okita Sōji, capitán de la primera división del Shinsengumi (n. 1842).
- 1878: Yegor Zolotariov, matemático ruso (n. 1847).
- 1882: Francis Maitland Balfour, biólogo escocés (n. 1851).
- 1886: Cesário Verde, poeta portugués (n. 1855).
- 1891: Pedro Antonio de Alarcón, escritor español (n. 1833).
- 1897: Ambrosio López Pinzón, artesano y político colombiano (n. 1809).
- 1911: Manuel Iradier, explorador español (n. 1854).
- 1913: Clímaco Calderón, político colombiano (n. 1852).
- 1919: Walter Brack, nadador alemán (n. 1880).
- 1919: Marcelino García Flamenco (30), maestro salvadoreño quemado vivo por la dictadura de Pelico Tinoco (n. 1888).
- 1936: Apel·les Mestres escritor, historietista y músico español (n. 1854).
- 1943: Yekaterina Budánova, aviadora militar soviética (n. 1916).
- 1943: Raisa Beliáieva, aviadora militar soviética (n. 1912).
- 1945: Heinrich Wölfflin, historiador de arte suizo (n. 1864).
- 1947: Aung San, nacionalista birmano (n. 1915).
- 1957: Curzio Malaparte, escritor y periodista italiano (n. 1898).
- 1965: Syngman Rhee, político surcoreano, primer presidente entre 1948 y 1960 (n. 1875).
- 1966: Anselmo Albareda, cardenal español (n. 1892).
- 1969: Stratis Myrivilis, escritor griego (n. 1890).
- 1975: Lefty Frizzell, cantante y guitarrista estadounidense (n. 1928).
- 1976: Mario Roberto Santucho, líder revolucionario argentino (n. 1936).
- 1977: José Cuneo Perinetti, pintor uruguayo (n. 1887).
- 1977: José Magdalena, ciclista español (n. 1889).
- 1980: Hans Morgenthau, jurista y filósofo alemán (n. 1904).
- 1981: José María Pemán, escritor español (n. 1897).
- 1982: Hugh Everett, físico estadounidense (n. 1930).
- 1984: Faina Ranevskaya, actriz rusa (n. 1896).
- 1985: Janusz Zajdel, escritor polaco (n. 1938).
- 1986: Alfredo Binda, ciclista italiano (n. 1902).
- 1992: Paolo Borsellino, juez italiano (n. 1940).
- 1994: Ángel Salas Larrazábal, militar e historiador español (n. 1906).
- 1995: Víctor Manuel Mendoza, actor mexicano (n. 1913).
- 1997: Kurt Land, cineasta austríaco (n. 1913).
- 1998: Diógenes de la Rosa, político de izquierda, diplomático y ensayista panameño (n. 1904).
- 2002: Danilo Devizia, actor argentino (n. 1948).
- 2002: Alan Lomax, activista estadounidense, recolector de canciones folclóricas (n. 1915).
- 2003: Bill Bright, evangelista estadounidense (n. 1921).
- 2003: Maruchi Fresno, actriz española (n. 1916).
- 2004: Zenkō Suzuki, político japonés, 70.º primer ministro (n. 1911).
- 2005: Edward Bunker, escritor y actor estadounidense (n. 1933).
- 2006: Jack Warden, actor estadounidense (n. 1920).
- 2007: Roberto Fontanarrosa, dibujante, escritor y humorista argentino (n. 1944).[11]
- 2009: Frank McCourt, novelista irlandés-estadounidense (n. 1930).
- 2009: Henry Surtees, piloto británico de automovilismo (n. 1991).
- 2010: Cécile Aubry, actriz y directora francesa (n. 1928).
- 2010: Luis Ignacio Sánchez, catedrático y jurista español (n. 1948).[12]
- 2010: Lorenzen Wright, baloncestista estadounidense (n. 1975).
- 2011: Carlos Sentís, periodista y político español (n. 1911).
- 2012: Carlos Hayre, compositor peruano (n. 1932).
- 2012: Omar Suleiman, político egipcio (n. 1936).
- 2013: Simon Pimenta, arzobispo indio (n. 1920).
- 2013: Mel Smith, actor y director británico (n. 1952).
- 2013: Bert Trautmann, futbolista y entrenador alemán (n. 1923).
- 2013: Phil Woosnam, futbolista y entrenador galés (n. 1932).
- 2017: Miguel Blesa, financiero y funcionario español (n. 1947).
- 2019: Rutger Hauer, actor neerlandés (n. 1944).
- 2019: César Pelli, arquitecto argentino (n. 1926).
- 2021: Arturo Armando Molina, militar y político salvadoreño, presidente de El Salvador entre 1972 y 1977 (n. 1927).
- 2022: Franco Frassoldati, futbolista argentino del Club Atlético Chacarita Juniors campeón de Primera División 1969.
- 2023: Patricio Díaz Guevara, periodista deportivo ecuatoriano (n.1954).
- 2024: Nguyễn Phú Trọng, político y estadista vietnamita, presidente de Vietnam entre 2018 y 2021 (n. 1944).

## Celebraciones

Día de Iberoamérica.

- Día de Iberoamérica.[13][14]
Fecha dedicada a conmemorar la geografía, la historia y la cultura de todos los países con raíces hispanas. Este día de 1991, los líderes políticos de 22 países de la región se reunieron en la Ciudad de Guadalajara, México, para firmar la primera declaración de jefes de Estado que dio origen a la Comunidad Iberoamericana de Naciones.

Misceláneas
- Día Mundial de Sacar la Lengua.[15]
Esta efeméride se ha popularizado como una celebración divertida y espontánea que invita a las personas a realizar el gesto de sacar la lengua, rompiendo con las normas sociales asociadas a este acto, que tradicionalmente se considera de mala educación, con el propósito de fomentar la alegría, la espontaneidad y la diversión a través de un gesto simple y universal.[16]

- Día de las Panzas.[16]
(en inglés: Bump Day).[17]

- Día Mundial del Daiquirí.[18]
El daiquirí es un cóctel clásico hecho con ron blanco, jugo de limón o de lima y azúcar, mezclado todo con hielo molido en una batidora. El cóctel se originó a finales del siglo XIX o principios del XX en Cuba, en la zona de Daiquirí, cerca de Santiago de Cuba. Fue un minero estadounidense, Jennings Cox, quien preparó la mezcla de ron, jugo de limón (o lima) y azúcar como forma de refrescarse después del trabajo y la bautizó con el nombre de la localidad. Fue popularizado años después en el Bar Floridita de La Habana, apodado "La cuna del Daiquirí".
(en inglés: National Daiquiri Day).

- Día del Palacio.[19]
Es un evento anual en redes sociales que se celebra cada 19 de julio para celebrar la historia y la importancia cultural de los palacios y residencias reales de todo el mundo. Fue creado por la European Network for Royal Palaces (Red Europea de Palacios Reales) en 2016. Se invita a compartir historias, fotos y vídeos sobre los palacios, su arquitectura, arte y el papel de los caballos en su historia.
(en inglés: Palace Day).

 Por países
(Por orden alfabético)
- Argentina: 
  - Día del Químico Industrial.[20]
  - Día del Amigo con derechos.[21]
Para quienes deciden sumarle las relaciones sexuales a los vínculos de amistad. Esta fecha nació en 2009 gracias a una campaña viral en internet -iniciada en Córdoba por un grupo de publicitarios con fines estratégicos- para explorar y difundir las dinámicas entre amigos que también tienen relaciones sexuales ocasionales sin compromiso emocional. Desde entonces, la fecha se ha extendido más allá de Argentina, en países como Chile, Colombia, España, Guatemala, México, Panamá, Paraguay, Perú, República Dominicana y Venezuela.[16]

- Birmania: 
  - Día de los Mártires.
Para recordar esta fecha, se construyó el Mausoleo de los Mártires (en birmano: အာဇာနည်ဗိမာန်) situado en Rangún, capital de Birmania, cerca de la entrada norte de la pagoda Shwedagon. Está dedicado a Aung San y a los demás líderes del gobierno interino anterior a la independencia de Birmania, todos los cuales fueron asesinados el 19 de julio de 1947.

- Colombia: 
  - Día de los Héroes de la Patria y sus Familias.[22]
Con el propósito de exaltar y honrar la memoria de los militares heridos y fallecidos en combate, el Congreso de la República mediante la Ley 913 de 2004, declaró esta fecha de recordatorio en forma oficial.

- Estados Unidos:
  - Día de los Profesionales de la Seguridad de los Auxiliares de Vuelo.[23]
(en inglés: Flight Attendant Safety Professionals' Day).

- Nicaragua: 
  - Día de la Liberación Nacional.
También conocido como Día Sandinista. Conmemora el triunfo del Frente Sandinista de Liberación Nacional (FSLN) en 1979, cuando derrocó a la dictadura de Anastasio Somoza Debayle y puso fin a más de cuatro décadas de gobierno familiar autoritario en Nicaragua.

Celebraciones compartidas
- Festivales Romanos: primer día de Lucaria.
- Juegos: Francos, quinto día.

### Santoral católico
- Santa Áurea de Córdoba.
- San Bernoldo de Utrech.
- San Dío el Taumaturgo.
- San Epafras.
- San Juan Bautista Zhou Wurui.
- San Juan Plessington.
- Santa Macrina de Annesis.
- San Símaco de Roma.

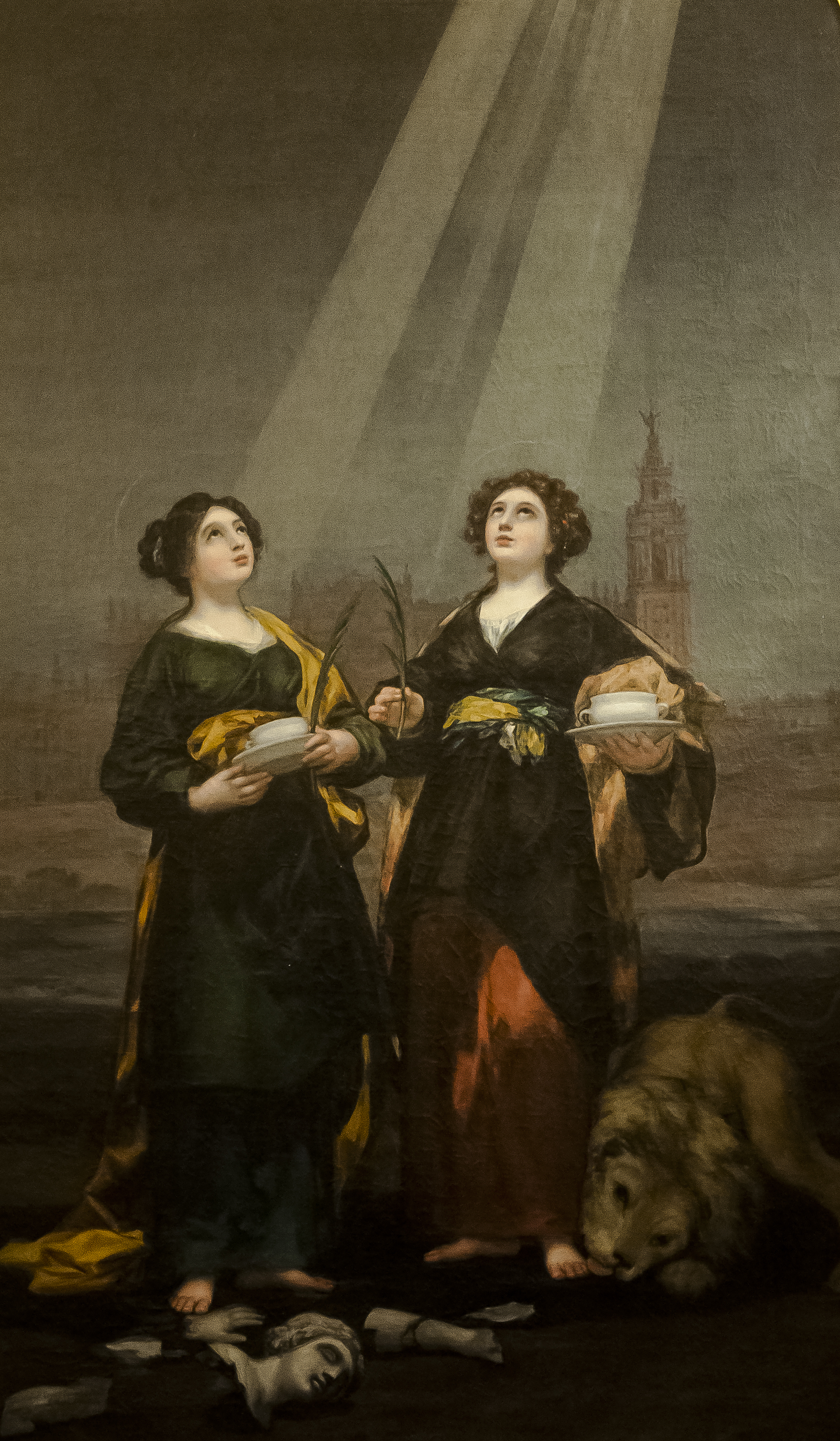
Justa y Rufina por Francisco de Goya, catedral sevillana

- Santas Justa y Rufina. (imagen ilustrativa).
- Beato Pedro Crisci.
- Beata Stilla de Marienburg.